# Simon Le Bon
Simon John Charles Le Bon, född 27 oktober 1958 i Bushey, Hertfordshire, är en brittisk sångare i bandet Duran Duran sedan 1980 och i sidoprojektet Arcadia 1985.
Som barn sjöng Le Bon i en kyrkokör och intresserade sig för skådespeleri. Han medverkade i en del reklamkampanjer och teaterpjäser. Efter att slutat skolan vistades han en tid i Israel där han arbetade på en kibbutz. Han återvände senare till England för att studera drama vid Birminghams universitet där han introducerades för Duran Duran av en före detta flickvän som var bartender på den klubb där gruppen repeterade. Han hade redan texter till flera låtar som skulle dyka upp på de tidiga Duran Duran-albumen som "Sound of Thunder" och "The Chauffeur" klara och anlitades som gruppens nya sångare.
Duran Duran fick sitt genombrott 1981 med singeln "Planet Earth" och gav ut sitt debutalbum senare samma år. Gruppen fick även mycket uppmärksamhet för medlemmarnas utseende och deras musikvideos, bland annat den kontroversiella videon till "Girls on Film". I en senare video till låten "Rio" ses gruppen på en yacht. Segling har ända sedan ungdomsåren varit ett av Le Bons största intressen.
Efter hitsingeln "A View to a Kill" 1985 lades Duran Duran tillfälligt ner och Le Bon bildade tillsammans med de två andra medlemmarna Nick Rhodes och Roger Taylor sidoprojektet Arcadia som gav ut albumet So Red the Rose. Från 1986 har Le Bon åter varit sångare i Duran Duran som med skiftande framgångar givit ut en rad singlar och album.
Utöver sin medverkan i Duran Duran och Arcadia har Le Bon även givit ut några soloinspelningar, bland annat låten "Grey Lady of the Sea" som skrevs till  Whitbread Round the World Race, en segeltävling som Le Bon själv deltog i 1985–1986. Det föregicks av en uppmärksammad olycka där Le Bon var nära att drunkna sedan hans båt Drum hade kapsejsat.
Simon Le Bon är sedan 1985 gift med fotomodellen Yasmin Parvaneh Le Bon. De har tre döttrar, Amber Rose (född 1989, också fotomodell), Saffron Sahara (född 1991) och Tallulah Pine (född 1994) och bor i London.
Hans favoritfotbollslag är Manchester United.